# 1979 au Manitoba
Chronologie du Manitoba
- 1975
- 1976
- 1977
- 1978
- 1979
- 1980
- 1981
- 1982
- 1983

Cette page concerne des événements d'actualité qui se sont produits durant l'année 1979 dans la province canadienne du Manitoba.

## Politique
- Premier ministre : Sterling Lyon
- Chef de l'Opposition :
- Lieutenant-gouverneur : Francis L. Jobin
- Législature :

## Naissances

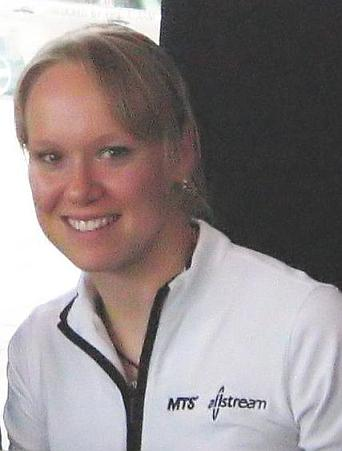
Cindy Klassen

- 4 mars : Sarah Stock est une lutteuse (catcheuse) professionnelle canadienne, née à Winnipeg, actuellement employée à la Total Nonstop Action Wrestling sous le pseudonyme de Sarita et au Consejo Mundial de Lucha Libre sous celui de Dark Angel.

- 1er mai : Jennifer Botterill, Ordre du Manitoba, née à Ottawa en Ontario, est une joueuse de hockey membre de l'équipe du Canada de hockey sur glace féminin. Elle vécut dès l'âge de 1 an à Winnipeg au Manitoba[1].

- 6 mai : Jon Montgomery, né à Russell, est un skeletoneur canadien. Il a remporté la médaille d'or en skeleton aux Jeux olympiques de Vancouver le 19 février 2010.

- 12 août : Cindy Klassen (née à Winnipeg) est une patineuse de vitesse canadienne.

- 15 décembre : Konrad McKay (né à Wabowden, dans la province du Manitoba) est un joueur professionnel de hockey sur glace canadien.